# Ledug (Kembaran)
Ledug is een bestuurslaag in het regentschap Banyumas van de provincie Midden-Java, Indonesië. Ledug telt 12.170 inwoners (volkstelling 2010).